# Storkyrkans tornur

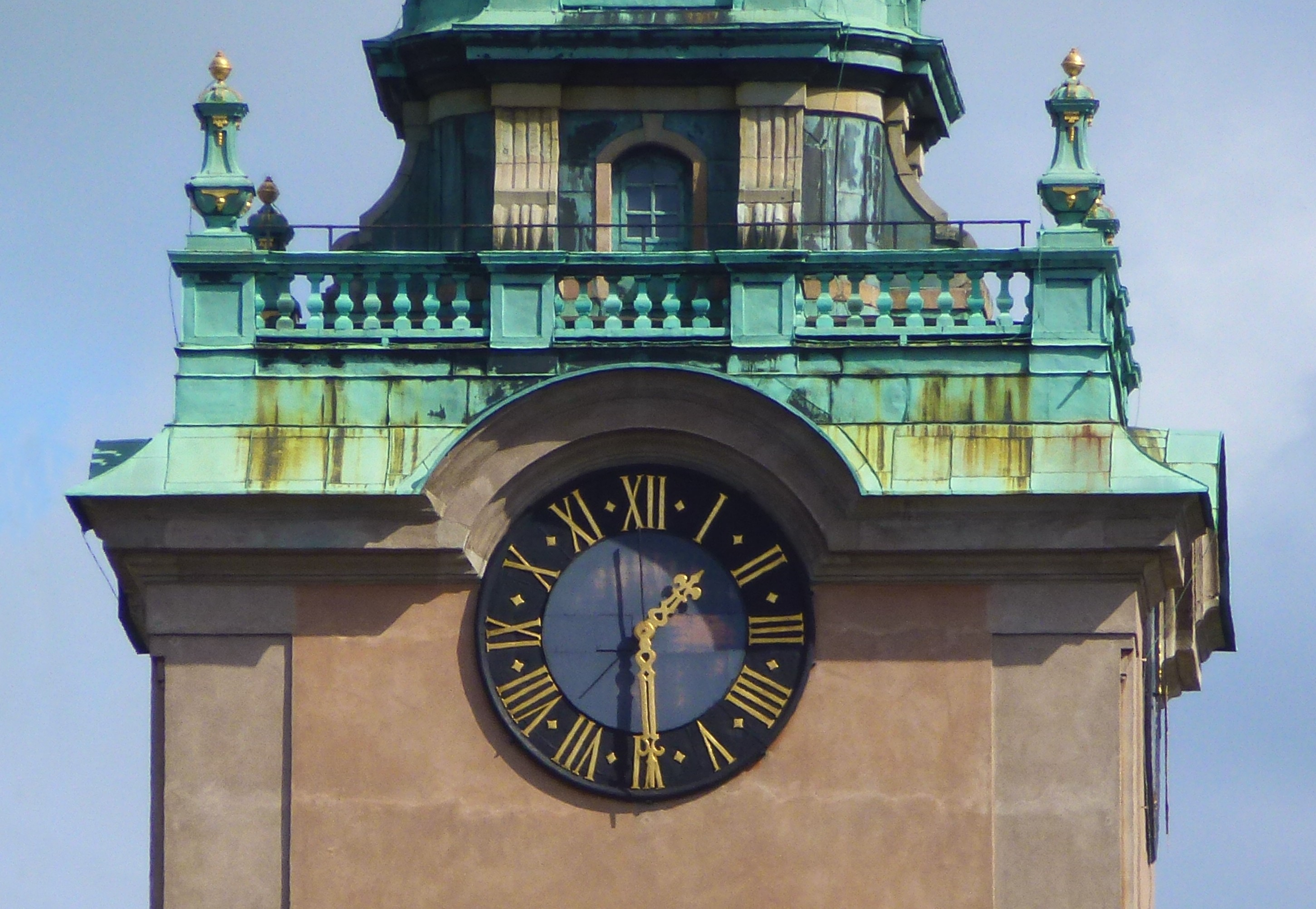
Kyrkans fyra tornur sitter i övergången mellan torn och tornhuv, här mot väst.

Storkyrkans tornur finns i Storkyrkan i Gamla stan, Stockholm. Storkyrkans nuvarande urverk härrör från 1888 och tillverkades av Linderoths urfabrik.

## Historik

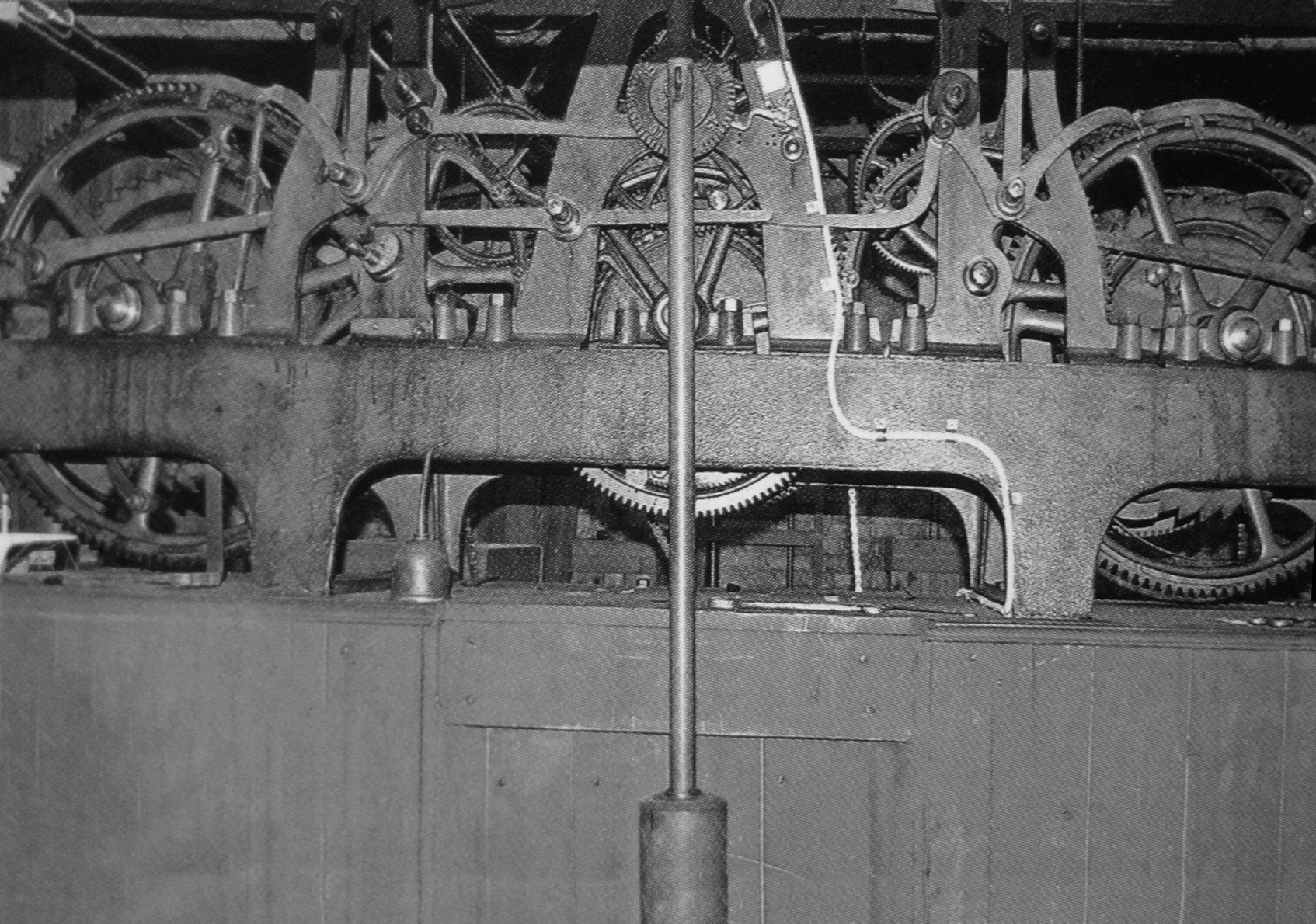
Urverket är från 1888.

Storkyrkan är Stockholms domkyrka och erhöll sitt första tornur 1471 genom Sten Sture d.ä.s initiativ, men då rörde det sig om ett slagur, som angav tiden genom slag på en klocka. Urtavla och visare fanns inte vid den tiden.
Storkyrkans nuvarande tornur är tillverkat 1888 i tornursverkstaden på Linderoths urfabrik, som hade sina lokaler vid Drottninggatan 28. Därmed hör Storkyrkans tornur  till Linderoths äldsta fortfarande fungerande tornursverk, som sedan 1888 gör sin tjänst. Varje urtavla är tillverkad av svartmålad kopparplåt med förgyllda romerska siffror och visare. Urverket är en bjässe med 2,5 meter längd och en vikt av cirka 600 kg. Det består egentligen av tre verk. Det mellersta verket driver gången och till vänster och höger om det sitter verken för kvartsslag respektive timslag.
Många kyrkor runtom i Sverige har eller hade ett tornur från Linderoths, exempelvis Klara kyrka, Maria Magdalena kyrka och Sofia kyrka, samtliga i Stockholm, Skara domkyrka, Göteborgs domkyrka, Uppsala domkyrka samt Kristina kyrka i Sala. Linderoths första tornur beställdes 1853 av Oscar II till Tullgarns slott.